# М'яка наукова фантастика
М'яка наукова фантастика (англ. soft science fiction, МНФ) — різновид наукової фантастики, протилежність жорсткій науковій фантастиці. Позначає наукову фантастику, засновану не на точних («жорстких») науках (фізика, астрономія, хімія), а на «м'яких» і особливо соціальних (антропологія, соціологія, психологія, політологія тощо), звертається до соціально-філософських тем. Також цим терміном позначається НФ, в якій використовуються наукові припущення, гіпотези, не підтверджені офіційною наукою, та те, що акцентується на людських переживаннях.
Засновником МНФ в сенсі акцентування на переживаннях героїв, філософських проблемах, вважається Роберт Хайнлайн. Сам термін soft science fiction вперше вжив в 1978 році американський критик Джордж Елрік. Велика кількість творів МНФ присвячена соціології та суміжним науковим дисциплінам. Часто до них належать утопія та антиутопія, феміністська фантастика та подібні різновиди. Класиками м'якої наукової фантастики є Пол Андерсон, Роберт Хайнлайн, Джеррі Пурнелл, Ден Сіммонс, Ларрі Нівен, брати Стругацькі, Іван Єфремов, Айзек Азімов.
Оскільки одним з важливих компонентів МНФ є людські переживання, вона нерідко звертається до психології чи етики. Наприклад, в романі Роджера Желязни «Майстер снів» (1965) психіатр за допомогою спеціальної техніки проникає в людські кошмари, намагаючись вилікувати пацієнтів.